# Ferre Grignard
Pour les articles homonymes, voir Grignard (homonymie).
 (janvier 2024).
Ferre Grignard (Anvers le 13 mars 1939 - 8 août 1982) est un chanteur belge flamand.

## Biographie
Fernand Karel Grignard naît dans un milieu bourgeois avec lequel il entretient plus tard peu de contacts. Il entreprend ensuite des études d'arts dans les années 1950. Il connaît une certaine notoriété dans le milieu artistique anversois, non pour le succès de ses peintures mais pour son jeu de guitare autodidacte.
Aimant à diffuser des rumeurs fantasques sur son propre compte, il raconte volontiers s'être exilé aux États-Unis afin de vivre dans les ghettos noirs ; son retour ayant été forcé par un rejet lié à ses penchants anarchistes. Cette anecdote étant reprise par certains biographes, il spécifiera plus tard que ces allégations étaient totalement fantaisistes et destinées à brouiller le travail de la presse à son sujet.
En 1964, Hans Kusters, patron de firme de disque, le découvre. C'est aussi cette année-là qu'il prend résidence au café-concert « De Muze » à Anvers, qui sera considéré comme son écrin privilégié et rassemblera longtemps son public le plus fidèle. En 1966, Grignard accède à la notoriété grâce à son hit Ring, ring, I've got to sing, bientôt suivi de deux autres succès : My crucified Jesus et Drunken Sailor.
Par son image hippie beatnik, il devient le Boudewijn de Groot des Flandres. Sa musique à base de blues et de folk est accompagnée par un violon électrique et un harmonica. Les textes du début de carrière sont fréquemment pacifistes, dans la lignée des protest songs qui s'opposent à la guerre et à politique américaine au Viêt Nam.
Il devient une figure de la scène des Sixties, proche de Roland Van Campenhout. Le sommet de sa carrière est son passage à l'Olympia en 1966. La même année, Johnny Hallyday  sort la chanson Cheveux longs et idées courtes, librement adaptée de My crucified Jesus que Ferre Grignard a, lui, puisée dans le folklore, et pour laquelle il ne touchera aucun droit. Ferre Grignard porte plainte pour plagiat, mais sera débouté à l'issue du procès, étant démontré que sa chanson s'inspire d'un traditionnel américain. Après cet épisode, le chanteur obtient de sa maison de disque Philips le droit de signer un contrat chez Barclay.
Le premier album, baptisé Captain Disaster, qui sort sur ce nouveau label ne marche pas aussi bien que prévu. D’après son manager, le succès qui tombe sur Grignard en 1966 est trop rapide. L’artiste achète rapidement une maison dans laquelle il accueille une vingtaine d’amis pour faire la fête régulièrement. Tout ce qu’il gagne lors de concerts est aussitôt dilapidé. Il refuse de remplir ses déclarations d’impôts et est condamné à reverser une grosse partie de ses royalties pour se remettre en ordre.
Grignard a vécu en harmonie avec son image : sauvage et nonchalant, ce qui a desservi sa carrière. Les fans l'ont bien rapidement oublié et Grignard devint un chanteur de cafés. 
Peu avant son décès d'un cancer de la gorge en 1982 dans un état de pauvreté totale, il tenta sans succès un retour à sa carrière. Après sa mort, son esprit et sa musique ont malgré tout continué à vivre. De nombreux groupes de la scène anversoise (dEUS, Zita Swoon entre autres) citent régulièrement Grignard comme une référence.[réf. nécessaire]

## Discographie

### Albums
- 1966 : Ring ring (Fontana)
- 1968 : Captain Disaster (Barclay)
- 1972 : Ferré Grignard (Les Disques Motors)
- 1978 : I warned you (Philips)

### Compilation
- 1997 : Het Beste Van (Master Serie) (Philips/Polygram)
- 2014 : Intégraal (Universal Music Belgium). Réf. : 060254702435. 5 CD.

### Singles
- 1966 : Ring ring / We want war (Philips)
- 1996 : My crucified Jesus / She's gone (Philips)
- 1966 : Hash bamboo shuffle 1702 / Drunken sailor (Philips)
- 1966 : A worried man / Maureen (Philips)
- 1967 : La si do / Yellow you yellow me (Barclay)
- 1967 : Close your noses… if / Old Joe Jack (Barclay)
- 1968 : Captain Disaster / Tell me now (Barclay)
- 1969 : Yama, yama, hey / I don't have a dance (Barclay)
- 1971 : Railroad Bill / Maybe tomorrow (Motors)
- 1972 : Lazy John / She's back (Motors)
- 1973 : Knockin' me down / When I'm down (Philips)
- 1978 : I warned you / All right (Philips)